# Juan Natalicio González
Juan Natalicio González Paredes (Villarrica, 8 de setembro de 1897 — Cidade do México, 6 de dezembro de 1966) foi um jornalista e político paraguaio, presidente da República de 16 de agosto de 1948 até 30 de janeiro de 1949. Durante seu governo ocorreu a estatização da Compañía Americana de Luz y Tracción (CALT), que se tornou a Ande. Foi derrubado por um golpe de estado liderado por Felipe Molas López e Federico Chaves.

## Biografia
Nasceu na cidade de Villarrica, no departamento de Guairá em 8 de setembro de 1897, berço de importantes personalidades da arte e da política paraguaia, como Manuel Ortiz Guerrero, Natalicio de María Talavera, Leopoldo Ramos Giménez, Delfín Chamorro e Efraím Cardozo.
Vinda de uma família rural simples, sua mãe era a sra. Benita Paredes, uma mulher sábia e instruída. Seu pai, Pablo González, era um homem trabalhador, dedicado à exploração de erva-mate em grandes pastagens de sua propriedade nas áreas de Ygatimí. Em Tarumá, também havia um estabelecimento de gado. Natalicio teve dois irmãos, Erasmo e Andrés.
Ele se casou com Lydia Frutos, uma mulher inteligente, sutil e bonita, fascinada pela leitura e que se formou como doutor em filosofia na Universidade de Buenos Aires. O casamento não teve filhos.
Na adolescência, ele tinha Manuel Ortiz Guerrero e Leopoldo Ramos Giménez como amigos íntimos, com os quais formou a "trilogia lírica" de Villarrica no início do século XX. Natalicio compartilhou com esses amigos o prazer de ler. Ele desfrutou de grandes clássicos universais como Buchner, Voltaire, Darwin, Buffon, Volney, Dante e Spencer. O hábito de ler os clássicos franceses foi incutido nele por Nicolás Sardi, seu professor de francês na escola. A apreciação de Sardi por Natalicio foi tão grande que ele abriu as portas de sua biblioteca particular. Lá, Natalicio passou horas e horas lendo Victor Hugo, Alexandre Dumas, Gustave Flaubert (um de seus autores preferidos) e Eugeni Sué.
Em 1914, as notícias da Primeira Guerra Mundial começaram a chegar aos campos europeus. Nesse mesmo ano, aconteceu um dos eventos que mudaria completamente a história de Natalicio: a morte de seu pai. Depois do que aconteceu, o jovem fez as malas, mas não antes de andar pelas ruas de sua amada Villarrica, e partiu para Assunção, confiante em sua capacidade intelectual e impulsionado por seu sonho de estudar medicina. Já na capital, seu sonho foi interrompido devido ao fechamento da Faculdade de Medicina por ordem de Eduardo Schaerer, presidente do Paraguai na época.

## Político e escritor
Ele era deputado. Entre outras carteiras estaduais, ele ocupou o Ministério das Finanças. Ele também serviu como embaixador em vários governos.
Após o chamado de sua inspiração, em 1915, ele começou sua carreira de jornalista como repórter do jornal "El Liberal". Depois de ingressar na Associação Nacional Republicana do Partido Colorado, ele entrou no jornal oficial do partido "General Caballero" como editor, onde conheceu grandes personalidades como Juan Manuel Frutos, editor do jornal, Juan E. O'Leary, Arsenio López Decoud, Antolín Irala, Manuel Domínguez, Ignacio A. Pane e Fulgencio R. Moreno, que influenciaram significativamente o pensamento político de Natalicio.
Convidado por Arsenio López Decoud, em 1916 ele foi o secretário editorial da revista "Fígaro". Ele também trabalhou no jornal "Patria" entre 1917 e 1919, onde se tornou editor-chefe. Enquanto cumpria seus deveres no jornal, orgulhava-se de fundar a revista cultural “Guarania”.
Em 1923, Juan E. O'Leary, depois de ler sua obra, deu o primeiro impulso inicial da importante carreira de um dos intelectuais mais notáveis que ele deu ao Paraguai no século XX: grande poeta, analista político, narrador, historiador, sociólogo e geógrafo. Seus trabalhos são definidos como controversos, múltiplos, profundos e complexos. Em 1952, ele publicou "Fundamentos para a Terra Escarlate". Em 1964, ele publicou "Geografía del Paraguay", um livro de mais de 800 páginas, considerada sua maior obra.

## Presidente do Paraguai (1948-1949)
Nas eleições de 14 de fevereiro de 1948, Juan Natalicio González foi eleito chefe de estado. O presidente provisório, Juan Manuel Frutos, entregou-lhe o poder, já que seu antecessor, Higinio Morínigo, foi demitido em 3 de junho por um golpe de Estado.
Uma das obras mais importantes de seu governo foi a nacionalização da Compañía Americana de Luz y Tracción (CALT), que se tornou a Ande mais tarde, através de um processo de estatização. Uma de suas frases famosas foi: “Não haverá colorado pobre” e isso foi posto em prática, dando grande poder político a todas as seções do Partido Colorado.
Natalicio González caracterizou-se, fundamentalmente, por ser um observador da realidade social paraguaia e da cultura latino-americana em seus vários aspectos. Desde que assumiu o cargo, espalhou-se nas ruas que, sem dúvida, haveria algo que o impediria de cumprir seu governo até o fim. Em 26 de outubro de 1948, ele enfrentou uma tentativa de golpe de estado, realizada por seu próprio partido.
Embora os rebeldes estivessem paralisados pelas forças leais, Natalicio não resistiu por muito tempo no poder, pois em 29 de janeiro de 1949, foi derrubado por outro golpe de estado, desta vez causado por Felipe Molas López e Federico Chaves, com o apoio militar da forças sob o comando do general Raimundo Rolón. Na manhã de 30 de janeiro, Natalicio apresentou sua renúncia à presidência. Seu ex-ministro da Defesa, general Rolón, o substituiu.
Natalicio González teve que se exilar. Em 7 de fevereiro de 1949, ele se exilou em Buenos Aires e em 1950 para o México. Ele foi o último intelectual a ocupar a presidência da República no século XX.

## Morte
Juan Natalicio González morreu na Cidade do México em 6 de dezembro de 1966 por um ataque cardíaco (embora houvesse fortes rumores de que ele cometeu suicídio). A morte ocorreu durante a manhã, quando ele havia retornado para casa. Eram 11:00 quando sua esposa Lydia o encontrou em sua cadeira ao lado da mesa.

Desesperada com a morte do marido, sua esposa dissolveu trinta comprimidos de diferentes tipos de analgésicos em um copo de água e determinada a se matar, ela bebeu e imediatamente cortou as veias dos dois pulsos com uma lâmina de barbear. A empregada que a encontrou morrendo, abraçando o marido, chamou uma ambulância que a levou para um hospital. Os médicos fizeram de tudo para revivê-la, mas nada funcionou. Ela morreu enfraquecida pelo sangramento.